# Lepidiota negatoria
Lepidiota negatoria är en skalbaggsart som beskrevs av Blackburn 1912. Lepidiota negatoria ingår i släktet Lepidiota och familjen Melolonthidae. Inga underarter finns listade i Catalogue of Life.